# Chotyně
Chotyně (Ketten en alemany) és un municipi de la regió de Liberec (República Txeca). El nucli de Grabštejn (Grafenstein) pertany al municipi de Chotyně. És destacat el Castell de Grabštejn.

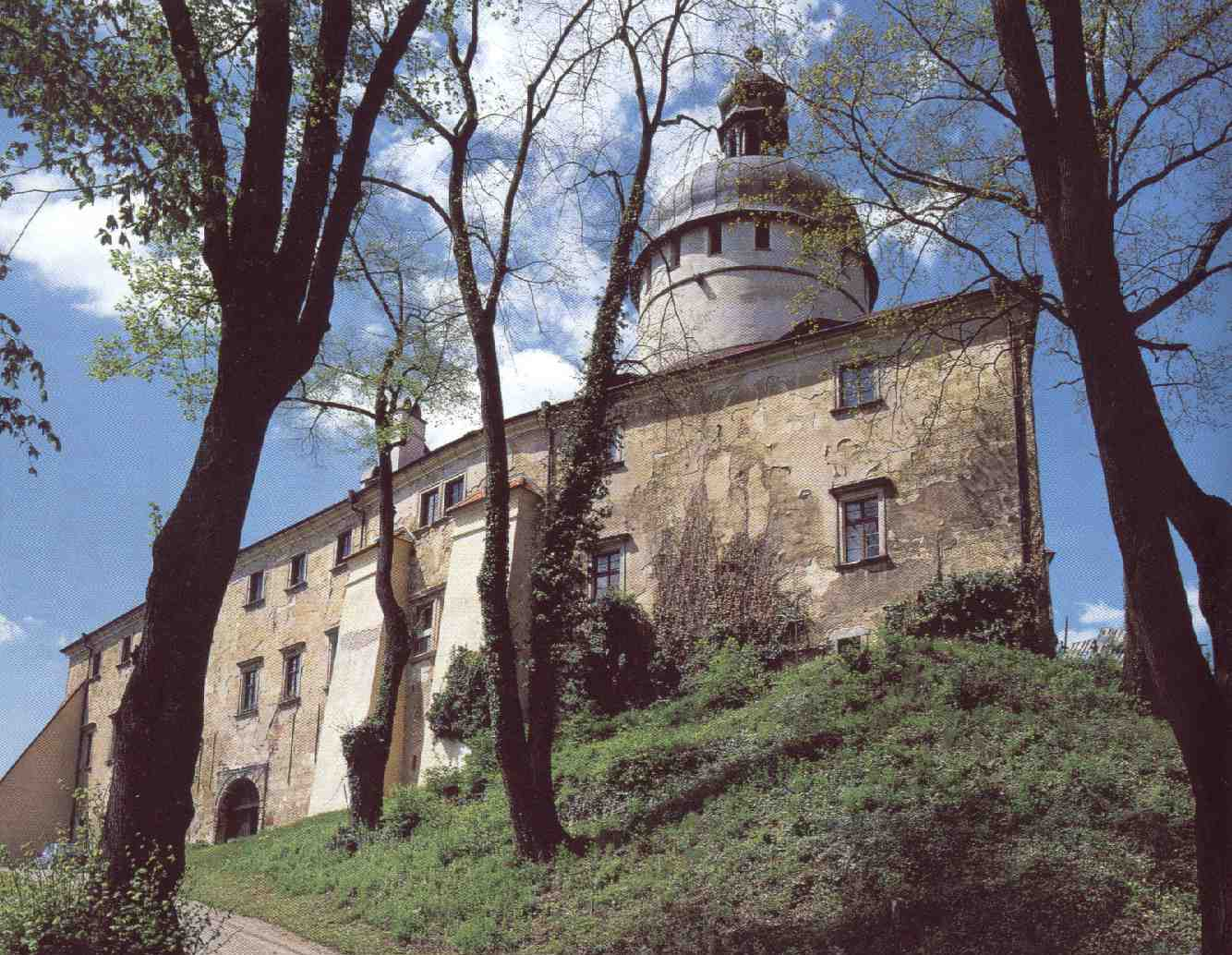
Castell de Grabštejn